# Gino Cosentino
Luigi Cosentino, noto come Gino Cosentino (Catania, 1916 – Milano, 19 giugno 2005) è stato un pittore e scultore italiano.
Ha studiato presso l’Accademia di Belle Arti di Venezia e sotto la guida di Arturo Martini.

## Biografia
Gino Cosentino nasce a Catania nel 1916, dove trascorre l'infanzia e compie gli studi. Fin da ragazzo mostra interesse per il disegno e la pittura, ma viene avviato dalla famiglia a studi di economia e consegue la laurea in Scienze Economiche nel 1939.
Nel 1946, consegue il diploma all'Accademia di Belle Arti di Venezia dove diventa allievo di Arturo Martini che esercita su di lui un'influenza fondamentale.
Gli anni che seguono appaiono decisivi per la vita dell'artista. Nel 1956 compare un primo album monografico sulla sua opera, di cui egli stesso scrive l'introduzione.
Nel 1958 realizza la Via Crucis per la chiesa di Baranzate, progettata dagli architetti Angelo Mangiarotti e Bruno Morassutti.
Nei primi anni sessanta Cosentino collabora con diversi architetti (Farina Morez, Nelly Kraus, Invernizzi, Fragapane) e realizza diverse decorazioni per pilastri, facciate e recinzioni, sia in pietra che in calcestruzzo, a Milano e Bergamo.
Nel 1970 trasferisce lo studio a Milano.
Le mostre si fanno frequenti e culminano nella personale del 1975 alla Rotonda di via Besana, organizzata dal Comune di Milano e ordinata dall'architetto Fragapane.
Del 1981 è il grande monumento ai caduti di Lodivecchio.
L'ultima mostra di opere astratte è del 1984.
Da allora si dedica soprattutto alla pietra, realizzando sculture anche di notevole impegno, come quelle per la chiesa di San Pier Giuliani a Baggio (1987) o quelle esposte nell'importante mostra di scultura contemporanea alla Permanente di Milano nel 1990, o ancora le grandi sculture in travertino realizzate per la mostra "Trent'anni da Sem" a Marina di Pietrasanta.
Tra le recenti esposizioni citiamo la XXXIII Biennale Nazionale Città di Milano 1994 e la personale alla Banca Popolare di Milano (1995), a Palazzo Sertoli a Sondrio (1995) e alla Galleria Ciovasso a Milano (1996).
Le sue opere più recenti, sculture e dipinti, sono abitate da un profondo sentimento della natura. La natura diventa evocazione, mezzo per comprendere, attraverso forme rassicuranti il problema più grande dell'arte come espressione.
A partire dagli anni novanta Cosentino intensifica il suo interesse per la pittura e mette a punto una nuova tecnica ad affresco, che permette di appoggiare i pigmenti sul bianco del fondo senza che questi si mischino con esso mantenendo intatta la loro purezza. Il risultato sono opere pittoriche di incredibile bellezza.